# Trégonneau
Trégonneau (bretonisch: Tregonev) ist eine französische Gemeinde mit 523 Einwohnern (Stand 1. Januar 2022) im Département Côtes-d’Armor in der Region Bretagne. Sie gehört zum Arrondissement Guingamp und zum Kanton Bégard. Die Bewohner werden Trégonnois(es) genannt.

## Bevölkerungsentwicklung
| Trégonneau: Einwohnerzahlen von 1793 bis 2016                                                                              | Trégonneau: Einwohnerzahlen von 1793 bis 2016 | Trégonneau: Einwohnerzahlen von 1793 bis 2016 | Trégonneau: Einwohnerzahlen von 1793 bis 2016 | Trégonneau: Einwohnerzahlen von 1793 bis 2016 |
| --- | --------------------------------------------- | --------------------------------------------- | --------------------------------------------- | --------------------------------------------- |
| Jahr |                                               |                                               |                                               | Einwohner                                     |
| 1793 | 1793                                          |                                               | 423                                           | 423                                           |
| 1800 | 1800                                          |                                               | 552                                           | 552                                           |
| 1806 | 1806                                          |                                               | 526                                           | 526                                           |
| 1821 | 1821                                          |                                               | 531                                           | 531                                           |
| 1831 | 1831                                          |                                               | 766                                           | 766                                           |
| 1836 | 1836                                          |                                               | 637                                           | 637                                           |
| 1841 | 1841                                          |                                               | 645                                           | 645                                           |
| 1846 | 1846                                          |                                               | 682                                           | 682                                           |
| 1851 | 1851                                          |                                               | 657                                           | 657                                           |
| 1856 | 1856                                          |                                               | 618                                           | 618                                           |
| 1861 | 1861                                          |                                               | 625                                           | 625                                           |
| 1866 | 1866                                          |                                               | 645                                           | 645                                           |
| 1872 | 1872                                          |                                               | 616                                           | 616                                           |
| 1876 | 1876                                          |                                               | 591                                           | 591                                           |
| 1881 | 1881                                          |                                               | 556                                           | 556                                           |
| 1886 | 1886                                          |                                               | 528                                           | 528                                           |
| 1891 | 1891                                          |                                               | 508                                           | 508                                           |
| 1896 | 1896                                          |                                               | 510                                           | 510                                           |
| 1901 | 1901                                          |                                               | 481                                           | 481                                           |
| 1906 | 1906                                          |                                               | 489                                           | 489                                           |
| 1911 | 1911                                          |                                               | 461                                           | 461                                           |
| 1921 | 1921                                          |                                               | 427                                           | 427                                           |
| 1926 | 1926                                          |                                               | 410                                           | 410                                           |
| 1931 | 1931                                          |                                               | 415                                           | 415                                           |
| 1936 | 1936                                          |                                               | 374                                           | 374                                           |
| 1946 | 1946                                          |                                               | 392                                           | 392                                           |
| 1954 | 1954                                          |                                               | 304                                           | 304                                           |
| 1962 | 1962                                          |                                               | 315                                           | 315                                           |
| 1968 | 1968                                          |                                               | 314                                           | 314                                           |
| 1975 | 1975                                          |                                               | 277                                           | 277                                           |
| 1982 | 1982                                          |                                               | 324                                           | 324                                           |
| 1990 | 1990                                          |                                               | 363                                           | 363                                           |
| 1999 | 1999                                          |                                               | 401                                           | 401                                           |
| 2006 | 2006                                          |                                               | 467                                           | 467                                           |
| 2011 | 2011                                          |                                               | 525                                           | 525                                           |
| 2016 | 2016                                          |                                               | 566                                           | 566                                           |
| Quelle(n): EHESS/Cassini bis 1999, INSEE ab 2006 Anmerkung(en): Ab 1962 offizielle Zahlen ohne Einwohner mit Zweitwohnsitz |                                               |                                               |                                               |                                               |

Die zunehmende Mechanisierung der Landwirtschaft führte zu einem Absinken der Einwohnerzahlen bis auf die Tiefststände in jüngerer Zeit. In den letzten Jahrzehnten hat die Bevölkerungszahl wegen der Nähe zur Kleinstadt Guingamp stark zugenommen.

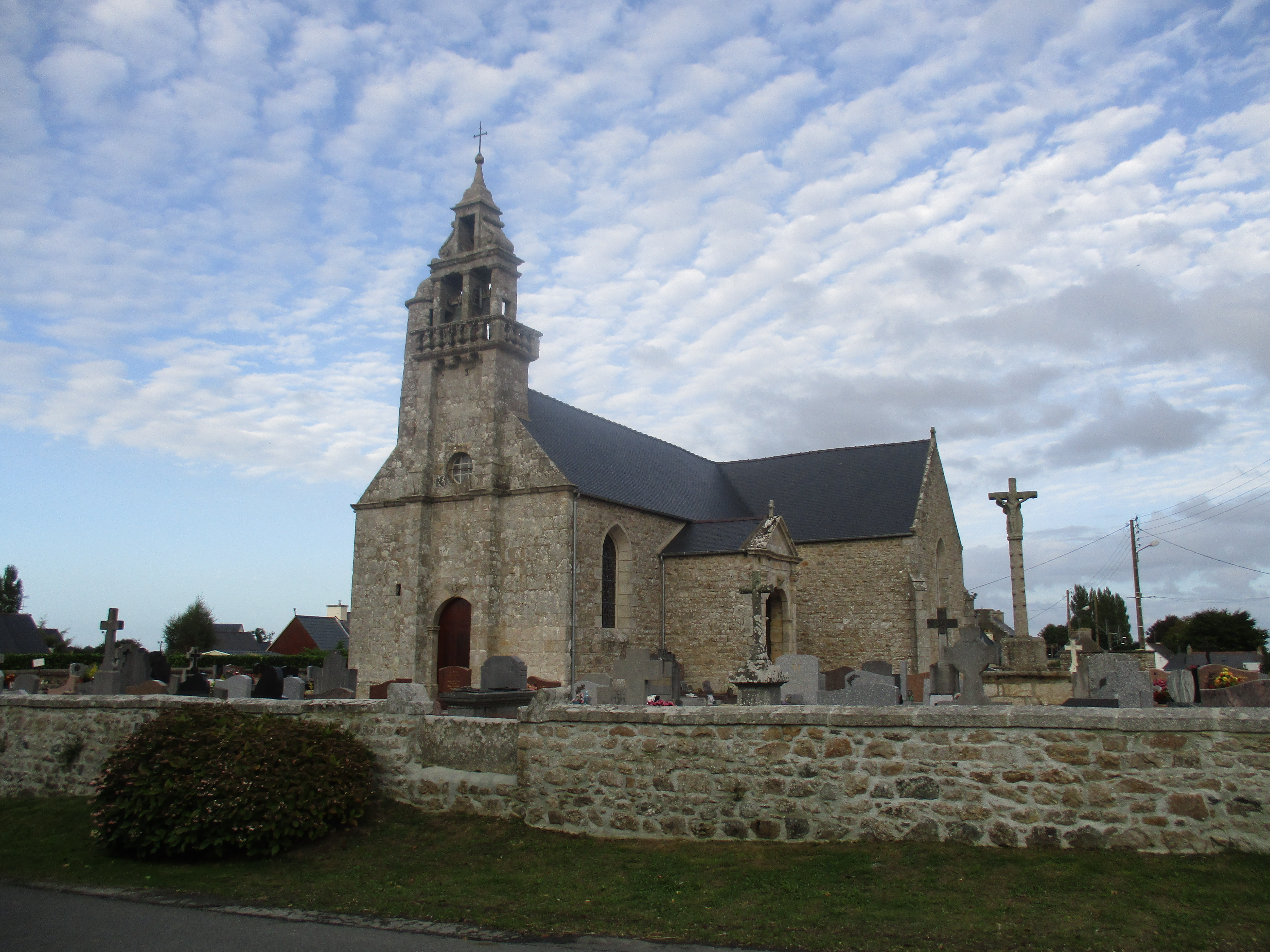
Kirche Notre-Dame

## Sehenswürdigkeiten
- Urgeschichtlicher Menhir in Kerbourg
- Urgeschichtlicher Dolmen nahe Beuzit Braz
- Pfarrkirche Notre-Dame aus dem 18. Jahrhundert
- Kapelle Saint-Yves, erbaut 1840